# Kampovanje
Kampovanje je kraći boravak u prirodi, tokom koga kamperi odlaze van civilizacije. Najčešće se koriste šatori, kamp-prikolice ili samo vreće za spavanje. Kampovanje je kao rekreativna aktivnost postala popularna u 20. veku.

## Izbor mesta
Prilikom izbora odgovarajućeg mesto za kampovanje, treba voditi računa da je mesto suvo, ocedno, blago nagnuto, zaštićeno od vetra, da ima drveća ili da je pored šume i da je daleko od močvara. Poželjno je da se u blizini nalazi pijaća voda (reka, jezero, izvor…). U planinskim predelima mora se voditi računa o odronjavanju stena, snežnih lavina i vejavica. 
Šator se postavlja tako da je najmanjom površinom okrenut pravcu iz kojeg vetar duva, a ulaz šatora na suprotnu stranu. Protiv insekata se može braniti odgovarajućom kremom, mrežom, ili biljkom (navodno se ispod orahovog lišća se ne skupljaju ni komarci ni mušice).

## Kamp oprema
Kamp oprema, najčešće, uključuje: 
- šator
- vreću za spavanje
- podmetač za vreću, ako je hladno ili neravno
- plinsku bocu, ako se kampuje na mestu gde je vatra zabranjena
- baterijsku lampu
- sekiru ili testeru
- razne vrste i dužine konopca